# Julia Pavón
Julia Pavón Benito (Madrid, 1968) es una medievalista española doctorada en historia, escritora y catedrática de universidad, especialista en Historia de Navarra Altomedieval. Desde 2020 es la Decana de la facultad de Filosofía y Letras de la Universidad de Navarra.

## Biografía
Doctora en Historia por la Universidad de Navarra (1996), con la tesis: El poblamiento altomedieval navarro,  es catedrática de Historia Medieval del Departamento de Historia, Historia del Arte y Geografía de dicha universidad. Fue directora del dicho departamento (2012-2019). Y decana de la Facultad de Filosofía y Letras (2020).
Entre las líneas de investigación que ha llevado a cabo se encuentra el estudio de las actitudes, representaciones y vivencias del hombre medieval ante la muerte.
También colabora, bajo la dirección de la Universidad de Barcelona, con el proyecto Claustra. Atlas de espiritualidad femenina en la Edad Media. Este proyecto, nació en 2004 con el objetivo de catalogar y posicionar geográficamente los monasterios de mujeres medievales, existentes desde el comienzo de la Edad Media hasta mediados del siglo XVI. Como fruto de esta colaboración se ha publicado "Silencio tengan en claustra. Monacato femenino en la Navarra medieval", una cartografía de los monacatos navarros femeninos.
Es miembro de la Sociedad Española de Estudios Medievales, la Sociedad de Estudios Históricos de Navarra y de GENOVIFEM.